# Conques-sur-Orbiel

Conques-sur-Orbiel este o comună în departamentul Aude din sudul Franței. În 1 ianuarie 2022 avea o populație de 2.549 de locuitori.